# مورتون جاي جولد
مورتون جاي جولد (بالإنجليزية: Morton J. Gold)‏ هو ضابط أمريكي، ولد في 28 يناير 1917 في نيويورك في الولايات المتحدة، وتوفي في 19 ديسمبر 2013 في ريفرسايد في الولايات المتحدة.